# Hillside, Victoria
Hillside är en förort till Melbourne i Australien. Den ligger i kommunen Melton och delstaten Victoria, omkring 24 kilometer nordväst om centrala Melbourne. Antalet invånare är 16 326.